# Lješnica (gmina Petnjica)
Lješnica (cyr. Љешница) – wieś w Czarnogórze, w gminie Petnjica. W 2011 roku liczyła 97 mieszkańców.